# Силамбарасан
Силамбарасан (там. சிலம்பரசன்), также известный как Симбу и Т.С.Р. (род. 3 ноября 1983 года) — индийский актёр, закадровый исполнитель, автор песен и кинорежиссёр, занятый в основном в индустрии кино на тамильском языке.

## Биография
Начал карьеру как ребёнок-актёр, снимаясь в фильмах поставленных его отцом Тхесингу Раджендаром. Впервые появился на экране в 1984 году в фильме Uravai Kaatha Kili.
В качестве главного героя дебютировал в 2002 году, также в фильме отца Kadhal Azhivathillai. Однако фильм прошёл незамеченным широкой публикой, а отзывы были негативными.
Более успешным был его второй фильм Dum, вышедший годом позже, который является тамильский ремейком фильма Аппу.
В 2004 году у него вышло три фильма, один из которых, Manmadhan, он снял сам, а также написал для него сценарий и диалоги. Критики отозвались положительно как о фильме в целом, так и о двойной роли, сыгранной Симбу.
Его следующий режиссёрский проект, Vallavan, вышел в 2006 году. Помимо сценария и диалогов на этот раз Симбу написал также текст одной из песен, звучащих в фильме, «Loosu Penne».
После этого он вновь сосредоточился только на актёрской игре. Его следующий фильм «Бешеный бык» вышел в начале 2008 года, но провалился в прокате.
Более успешным стал «Мой герой», выпущенный в том же году.
В следующем году он сыграл студента-инженера, мечтающего стать режиссёром и влюбленного в свою соседку, отношения с которой омрачаются разницей в возрасте и вероисповедании, в мелодраме Гаутама Менона «Дотянуться до неба», а также появился в качестве камео в телугуязычной версии фильма. «Дотянуться до неба» принёс ему номинацию на Filmfare Awards South за лучшую мужскую роль
Два его следующих фильма были ремейками: «Откровение» — телугуязычной картины Vedam, а «Неустрашимый» — болливудского боевика «Бесстрашный».
Снявшись в романтической драме «Встречи и расставания», в следующих фильмах он появлялся только в качестве эпизодического персонажа.
В течение перерыва он записал десяток песен для различных фильмов, в том числе двух на языке телугу Backbench Student и «Лицемер». Исполненная в последнем композиция «Diamond Girl» принесла ему SIIMA Awards за лучший мужской закадровый вокал.
Как главный герой Симбу вернулся на экраны в августе 2015 года в боевике Vaalu в паре с Хансикой Мотвани.
В 2017 году на экраны вышел фильм Anbanavan Asaradhavan Adangadhavan, где он его партнёршами стали Шрия Саран и Таманна Бхатия. В следующем году планировалось выпустить продолжение, однако его выпуск был отменён после того, как первая часть провалилась в прокате. Актёру удалось исправить положение в 2018 году, снявшись в фильме культового режиссера Мани Ратнама Chekka Chivantha Vaanam, который имел коммерческий успех.

## Фильмография

### В качестве актёра
| Год  |   | Русское название      | Оригинальное название               | Роль                                       |
| ---- | - | --------------------- | ----------------------------------- | ------------------------------------------ |
| 1993 | ф |                       | Sabash Babu                         | Babu                                       |
| 2004 | ф | Манмадхан             | Manmadhan                           | Мадханкумар / Мадханарадж                  |
| 2005 | ф | Тотти Джай            | Thotti Jaya                         | Джаячандран                                |
| 2006 | ф | Саравана              | Saravana                            | Саравана                                   |
| 2006 | ф | Валлаван              | Vallavan                            | Валлаван                                   |
| 2008 | ф | Бешеный бык           | Kaalai                              | Джива                                      |
| 2008 | ф | Мой герой             | Silambattam                         | Вичу / Тамизхарасан                        |
| 2010 | ф | Дотянуться до неба    | Vinnaithaandi Varuvaayaa            | Картик                                     |
| 2011 | ф | Откровение            | Vaanam                              | Тхиллаи «Такси» Раджа                      |
| 2011 | ф | Неустрашимый          | Osthe                               | Велан                                      |
| 2012 | ф | Встречи и расставания | Podaa Podi                          | Арджун                                     |
| 2015 | ф | Шалопай               | Vaalu                               | Шарп                                       |
| 2016 | ф |                       | Idhu Namma Aalu                     | Шива                                       |
| 2016 | ф |                       | Achcham Yenbadhu Madamaiyada        | Раджникант Муралидхар                      |
| 2017 | ф | Майкл Мадурай         | Anbanavan Asaradhavan Adangadhavan  | Мадурай Майкл / Ашвин Тхатха / Тхикку Шива |
| 2018 | ф |                       | Chekka Chivantha Vaanam             | Этхирадж                                   |
| 2018 | ф |                       | Kaatrin Mozhi                       | камео                                      |
| 2019 | ф |                       | Vantha Rajavathaan Varuven (съёмки) | Раджа                                      |

### В качестве певца
- 2002 — Sonnal Thaan Kaadhala — «Mullaaga Kuththakkodaathu», «Chukkumala Chukkumala»
- 2002 — Kadhal Virus — «Baila More»
- 2002 — Kadhal Azhivathillai — «Jothikava», «Clinton Magalo»
- 2008 — Бешеный бык — «Kutti Pisase», «Vanthutaanda Kaalai»
- 2008 — Мой герой — «Nallamdhana», «Vechikkava»
- 2009 — Karuppayee — «Aathi Narayana»
- 2011 — Откровение — «No Money», «Evan Di Unna Pethan»
- 2011 — Неустрашимый — «Pondati»
- 2012 — Встречи и расставания — «Love Panlaama Venaama», «I am a Kuthu Dancer», «Appan Mavane»
- 2013 — Лицемер — «Diamond Girl»
- 2013 — Anbha Azhaga — «Venannu Sonnada»
- 2014 — Vaalu — «Engathaan Porantha», «You Are My Darling»
- 2015 — Saagasam — «Desi Girl» (дуэт с Лакшми Менон)
- 2016 — Idhu Namma Aalu — «Kaathaga», «En Raagam Oru Thalai Raagam»
- 2016 — Veera Sivaji — «Thaarumaaru Thakkaalisoru»
- 2016 — Thikka[англ.] — «Hot Shot Hero»
- 2016 — Rum — «Peiyophobilia» (дуэт с Анирудхом)
- 2016 — Bruce Lee — «Sumar Moonji Kumaru»
- 2016 — Achcham Yenbadhu Madamiyada — «Showkali»
- 2017 — Anbanavan Asaradhavan Adangadhavan — «Trend Song», «Raththam En Raththam»